# Olinda Chávez Callirgos
María Olinda Chávez Callirgos, auch bekannt unter ihrem Ehenamen Olinda Chávez de Vivanco, war eine in der Stadt Ayacucho lebende peruanische Lehrerin und Dramatikerin des 20. Jahrhunderts, die mehrere Theaterstücke auf Chanka-Quechua schrieb.

## Leben
Über das Leben von Olinda Chávez Callirgos de Vivanco ist wenig bekannt. Der Quechua-Dramatiker Moisés Cavero Cazo erwähnte sie 1943 auf einer Konferenz des Centro Cultural Ayacucho (Kulturzentrum Ayacucho) als „Kulturschaffende der Quechua-Literatur Ayacuchos“. Sie war Lehrerin an einer Primarschule in der Stadt Ayacucho (Escuela Sucre). Als Frau war sie eine absolute Ausnahme unter den Dramatikern und Schriftstellern Ayacuchos in jener Zeit und gehörte zudem nicht zur intellektuellen Elite der Stadt. Moisés Cavero Cazo besuchte die von ihr organisierten Kulturveranstaltungen an ihrer Schule und berichtete davon, dass die Schüler Lieder sangen und bäuerliche Szenen auf Quechua darboten, begleitet von Qachwa-Tänzen und traditionellen Liedern.
1954 veröffentlichte Olinda Chávez Callirgos ihren kleinen Sammelband Teatro escolar infantil mit drei kurzen Komödien (sainetes) auf Quechua: Aventuras de una madre, das 1944 uraufgeführte Ignorancia del indio analfabeto und das 1941 uraufgeführte Gobernadorpa justician. Das Quechua dieser Stücke ist nahe an der volkstümlichen Sprache und enthält zahlreiche Hispanismen, denn die Autorin verzichtet ganz auf Sprachpurismus. Einige Autoritätspersonen sprechen stellenweise – durchaus realen Gegebenheiten entsprechend – auch Spanisch. Das Wechseln zwischen den Sprachen und die damit verbundenen Missverständnisse dienen als komisches Element. Ein Beispiel hierfür ist das als Quechua llama („Lama“) missverstandene spanische Wort ¡Llama! („Rufe!“) in Gobernadorpa justician.
Die Theaterfiguren von Olinda Chávez Callirgos sind großenteils lebhafte, freche und ungebildete Kinder vom Lande, für die eine Lösung ihrer Probleme von der Autorin in der Schule gesehen wird. Das Stück Ignorancia del indio analfabeto wurde für die nationale Alphabetisierungskampagne 1944/1945 geschrieben, die in spanischer Sprache stattfand, obwohl die 16 bis 40 Jahre alten Adressaten großenteils Quechua oder Aymara und kein Spanisch sprachen.

## Familie
Olinda Chávez Callirgos heiratete 1935 den Lehrer Juan Andrés Vivanco Amorín (1907–1987). Das Paar blieb kinderlos. Nach Olindas Tod kümmerte sich Juan Andrés Vivanco um Waisenkinder des Bewaffneten Konfliktes in Peru, deren Eltern Opfer des Sendero Luminoso geworden waren.

## Werke: Theaterstücke auf Quechua
- 1954: Teatro escolar infantil. Ayacucho: Imprenta El Pueblo.
  - Aventuras de una madre. In: Olinda Chávez de Vivanco (1954), S. 1–7. [Komödie in einem Akt über ein ungezogenes Kind.]
  - Ignorancia del indio analfabeto. In: Olinda Chávez de Vivanco (1954), S. 9–19. [Uraufführung 1944. Komödie in einem Akt über die nationale Alphabetisierungskampagne.]
  - Gobernadorpa justician (“La justicia del gobernador”). In: Olinda Chávez de Vivanco (1954), S. 21–31. [Uraufführung 1941. Komödie in einem Akt über den Verwalter eines Dorfes und seine Kinder.]